# 5246 Migliorini
5246 Migliorini eller 1979 OB är en asteroid i huvudbältet som upptäcktes den 26 juli 1979 av den amerikanske astronomen Edward L.G. Bowell vid Anderson Mesa Station. Den är uppkallad efter Fabio Migliorini.